# متحف بيت ستار بحلولزاده
متحف بيت ستار بحلولزاده - (بالأذربيجانية: Səttar Bəhlulzadənin ev-muzeyi)هو متحف بيت من المميلين البارزين لمدرسة اللوحة أذربيجان، خادم فنون في الأذربيجان (1960), رسام شعب الأذربيجاني (1963), الحائز على جائزة الدولة في جمهورية أذربيجان الاشتراكية السوفيتية
(1972) ستار بحلولزاده الذي تم إنشاؤه في منزيله.

## تاريخه
تم إنشاء متحف بيت على المرسوم ريئس سابقا، والزعيم الوطني لجمهورية أذربيجان حيدر علييف حول تنظيم متحف في بيته في أميرجان لرسام الشهير، عام 1994.
في مايو 23, تم تنظيم حفل الافتتاح في منطقة أميرجان من قبل وزارة الثقاقة والسياحة بعد الترميم والتجديد وتصميم المعرض الفني الجديد.
و شاركوا وزير للثقافة السياحة ابولفاز قراييف، ونائب الوزير سيفدا ماماداليفا، قاضى التنفيذية لمنطقة سوراخاني إلقارعباسوف، ورئيس اتحاد الفنانين في أذربيجان، رسام الشعبي فرحاد خليلوف، ومسؤلون لوزارة الثقاقة والسياحة، رسمون وفنانون المشهور، الممثلون الاجتماعي.

## معارضه
يتكون معارض المتحف من طوابقين. ويتعرض في الغرفة الصغيرة لمتحف نسخ لعمل «جورات قوونلاري», فراش الفنان، والدهانات، والمكتوبات والمقالات المنشورة التي نشرت في الجرائد وبالإضافة في الصفحات الصحفية.
و يتعرض كذلك في بيت المتحف الرسامين، والألواح، والفراش، وطاولات الكتابة، والأدوات المنزلية الأخرى، الكتب مكتوب عنه، ومقالات منشورة في الأعمال الصحفي.

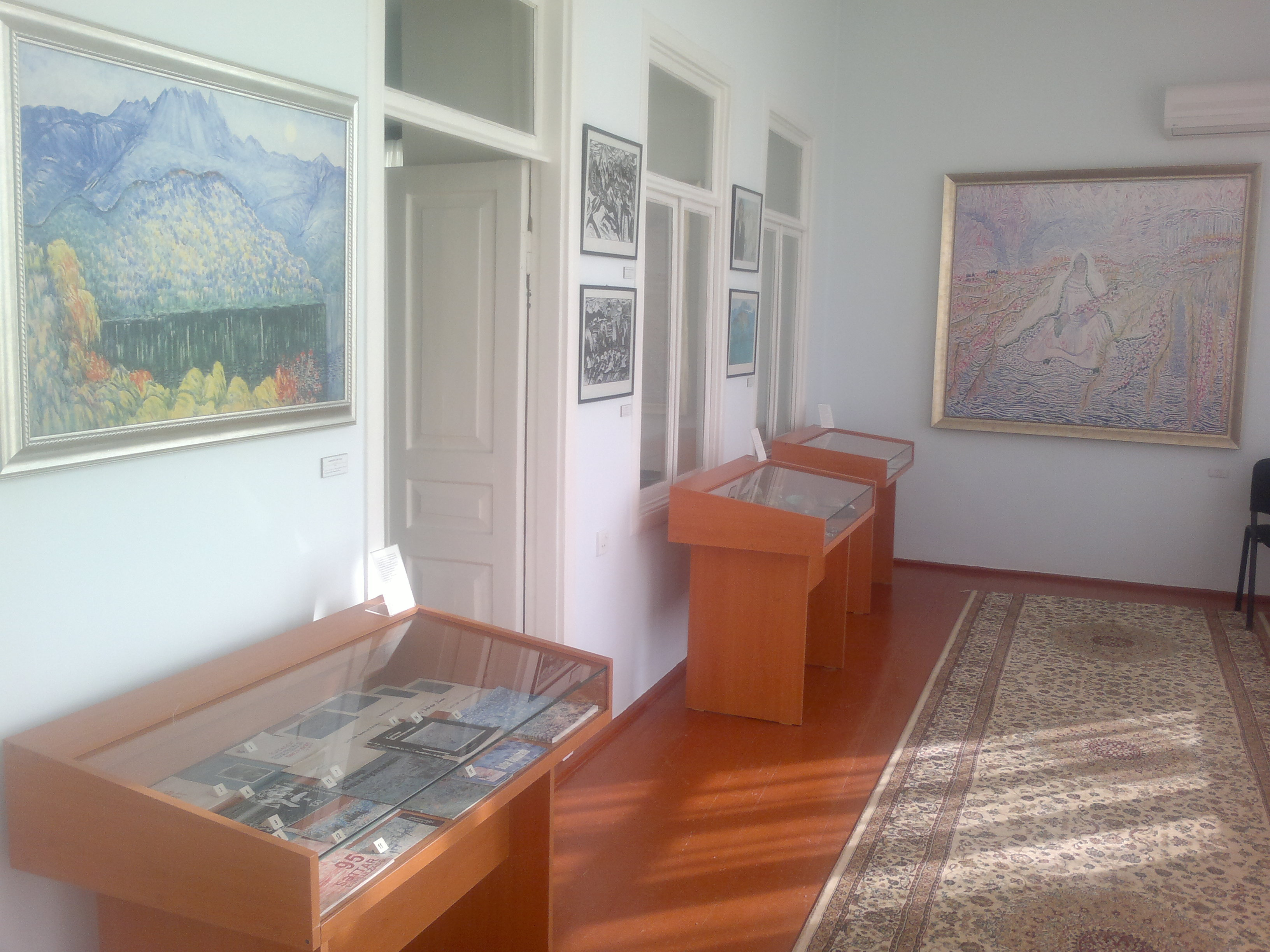
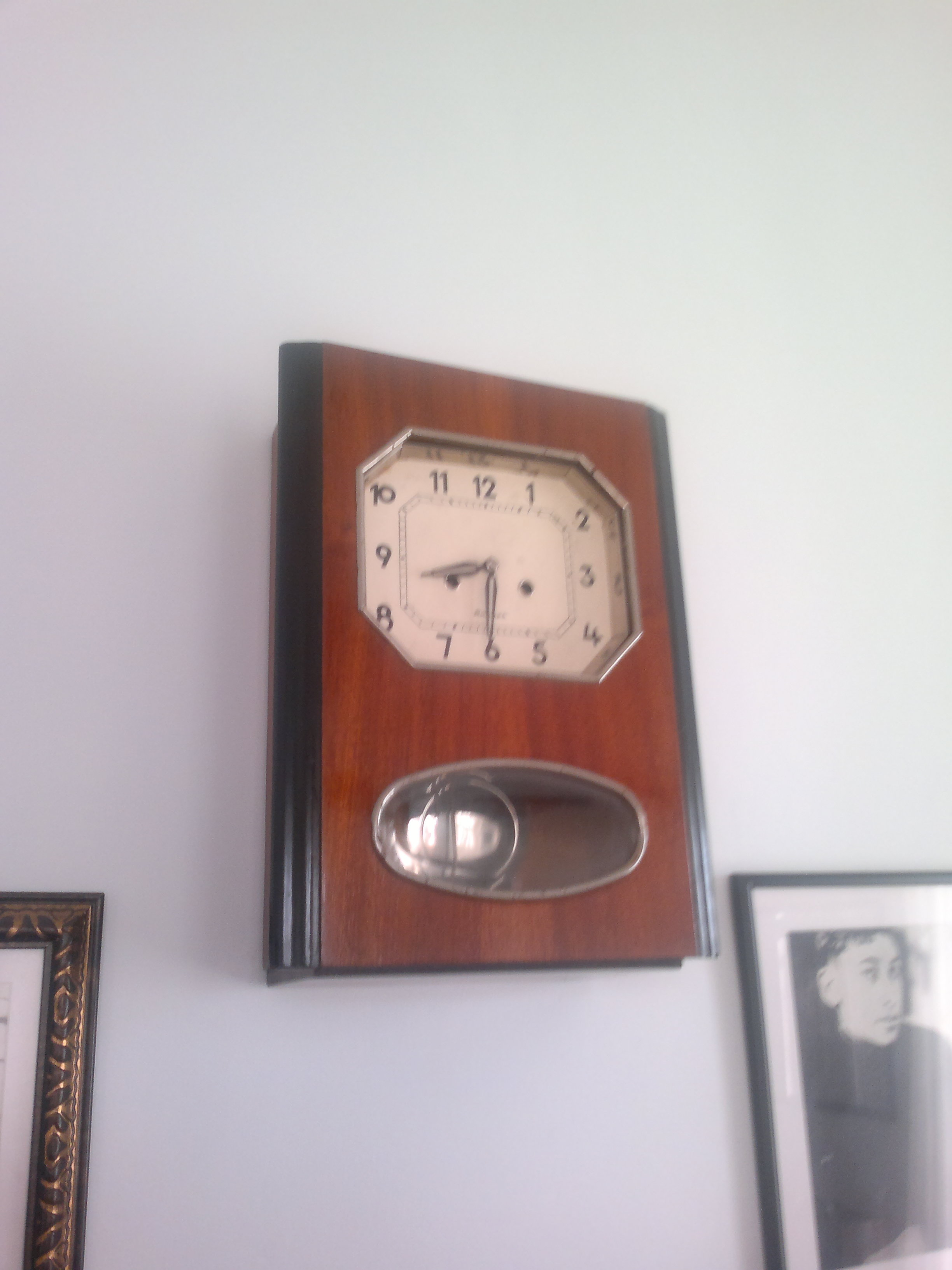
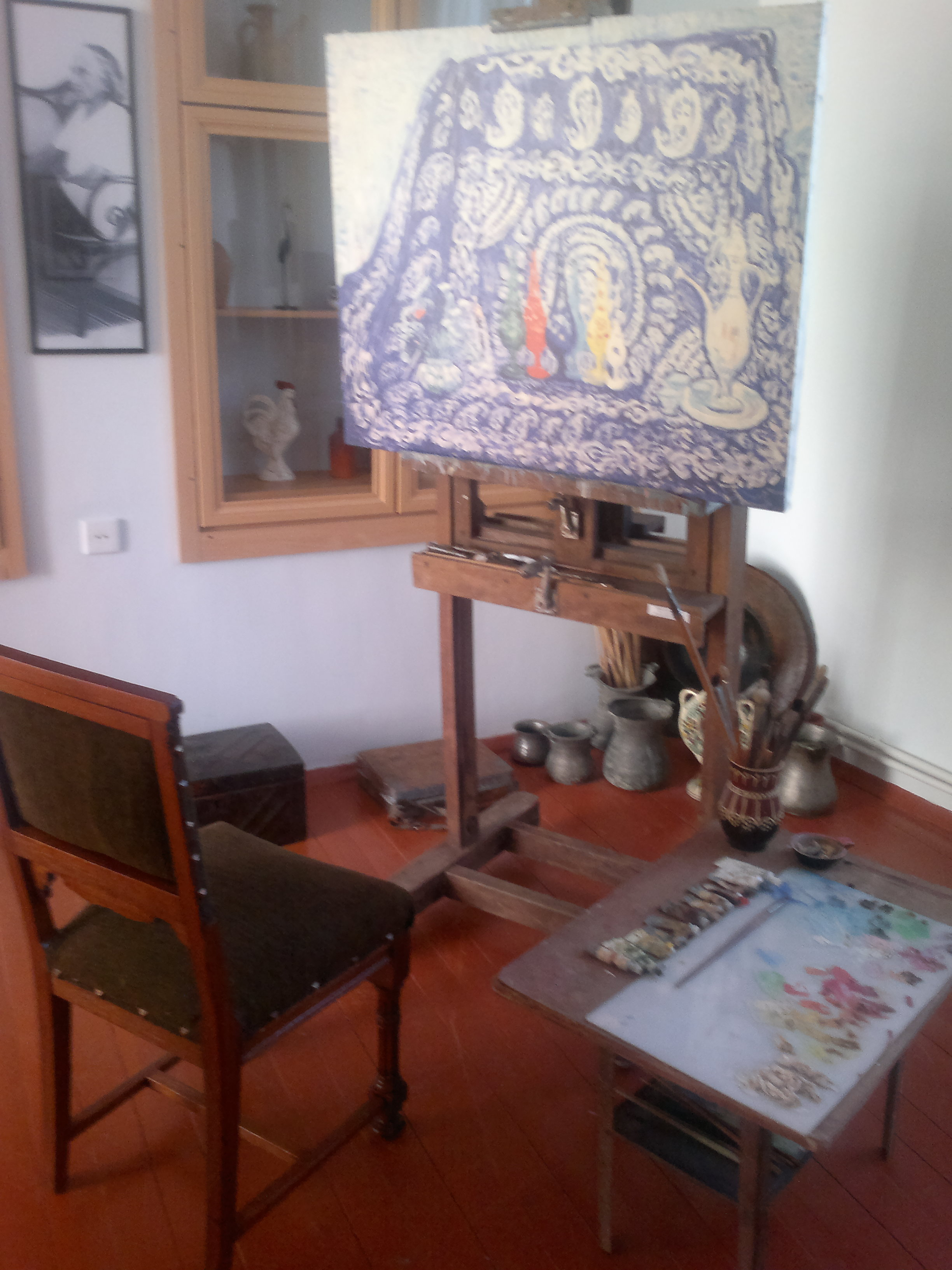
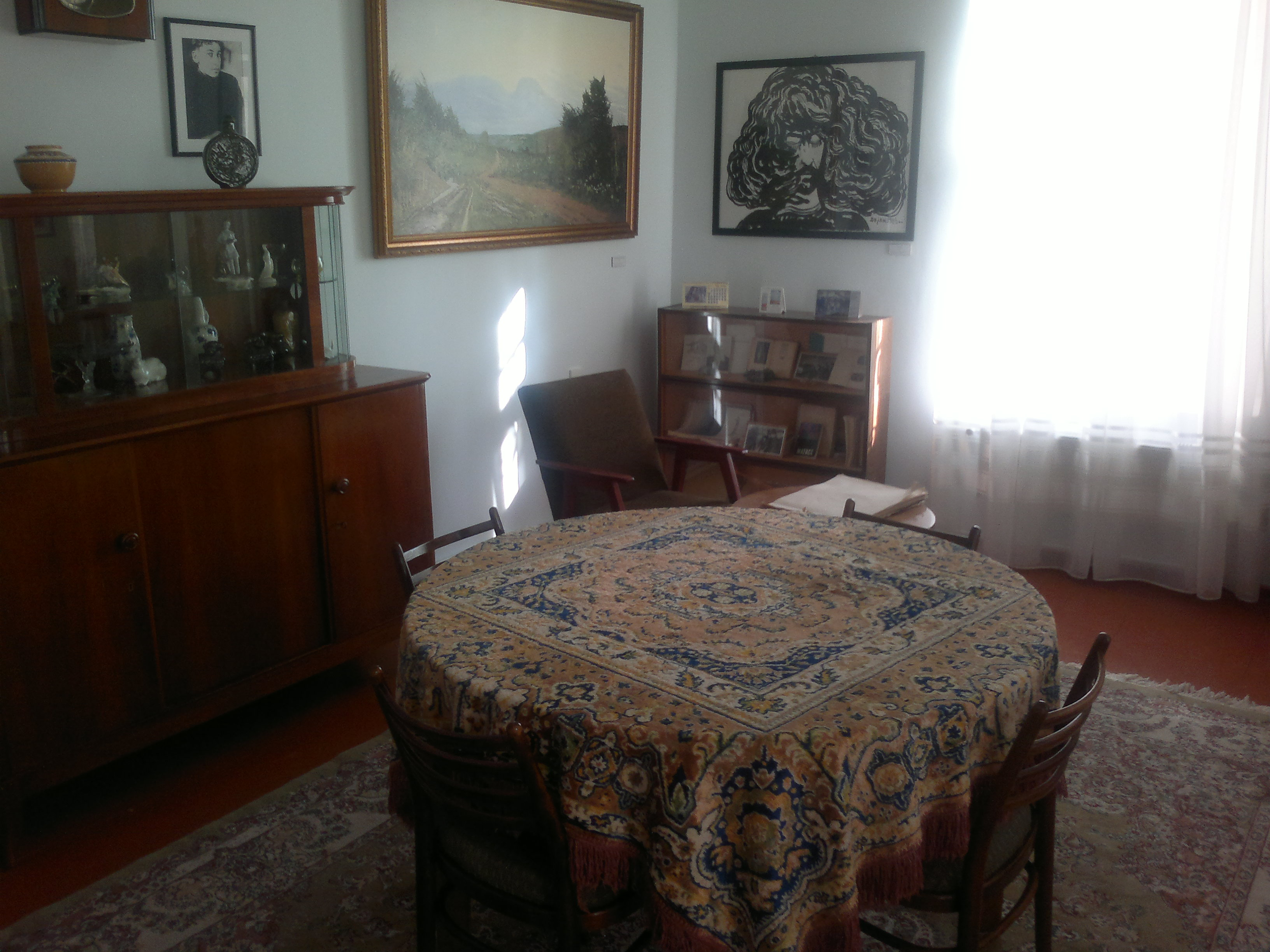
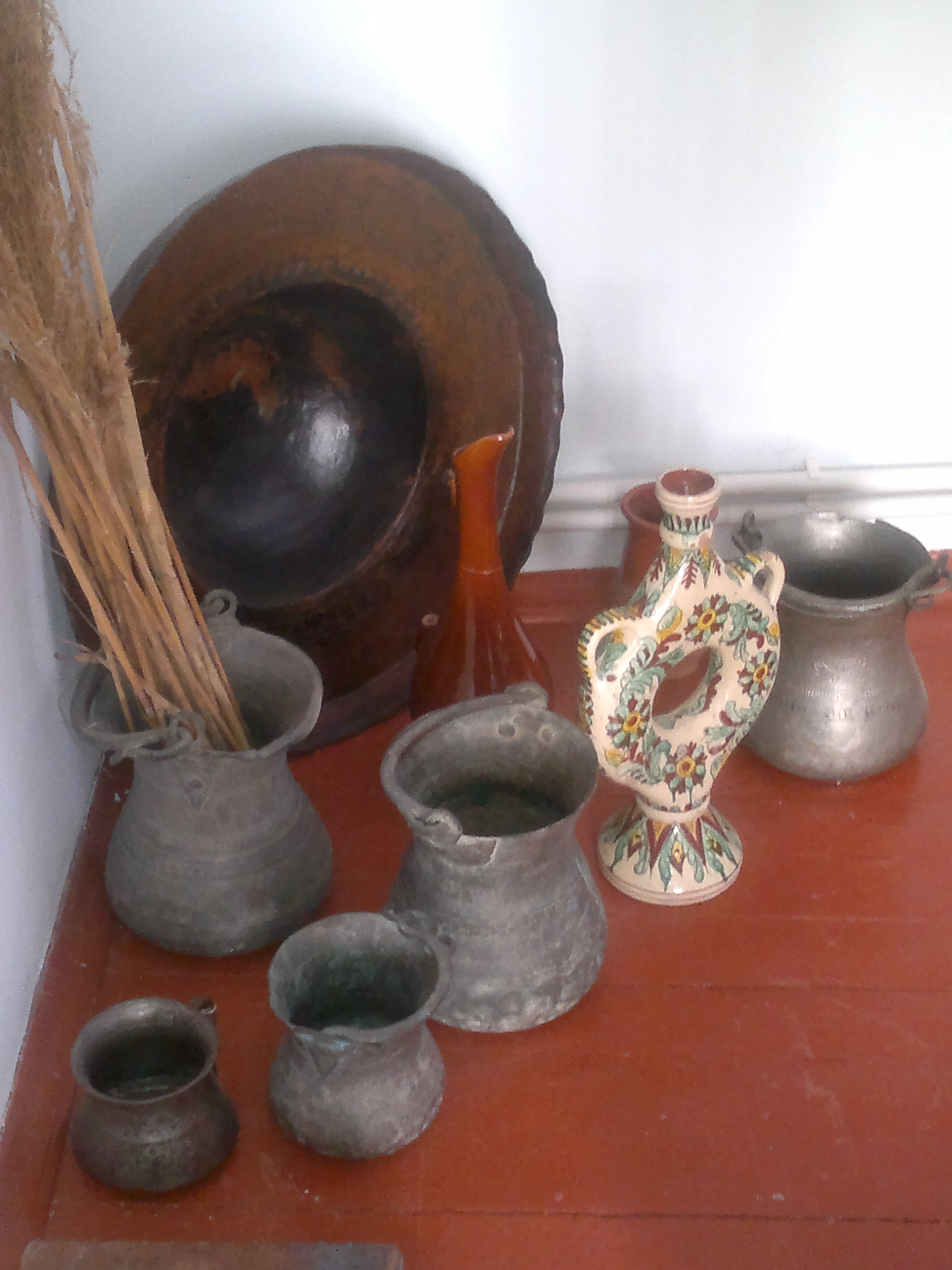
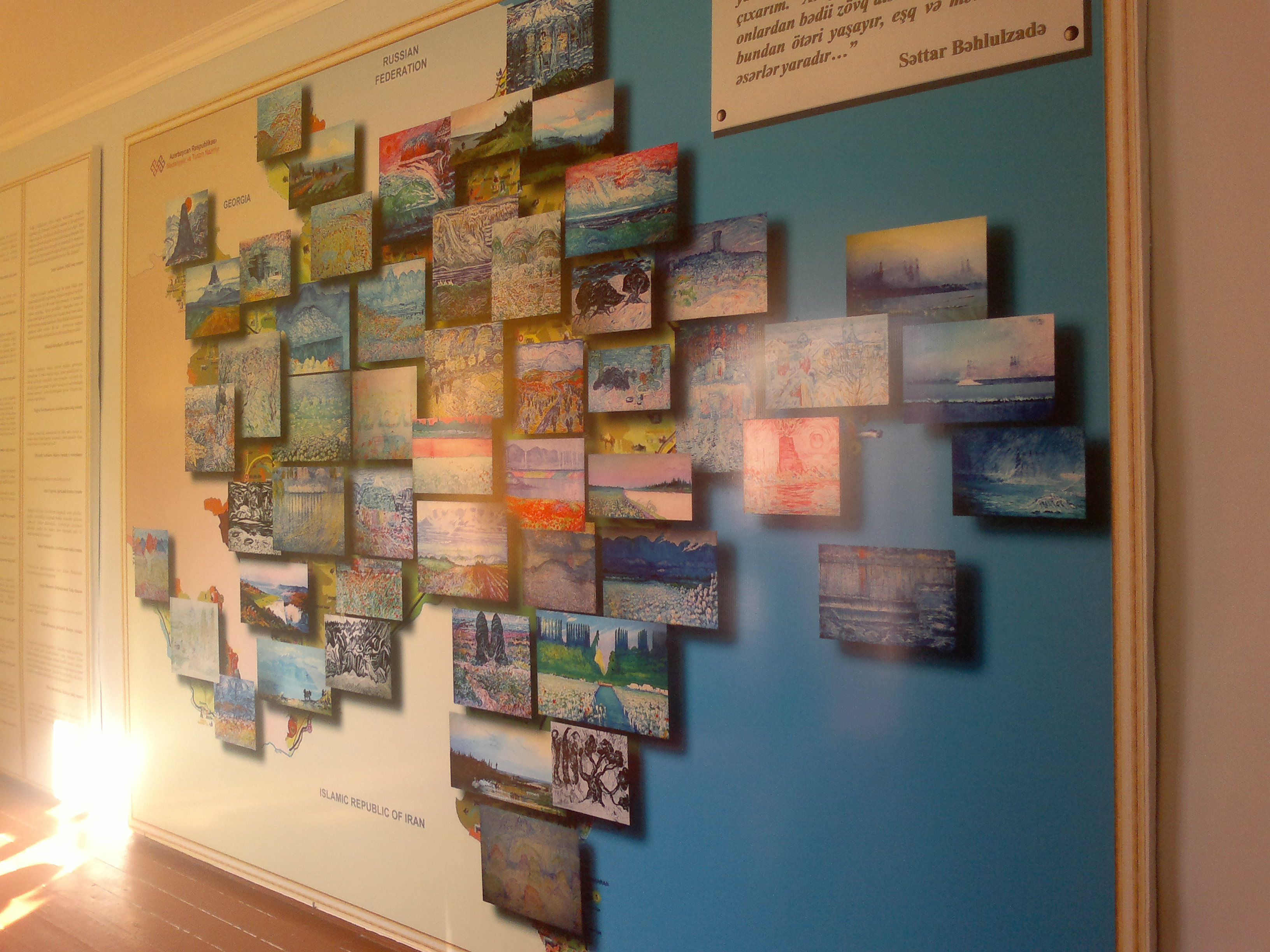
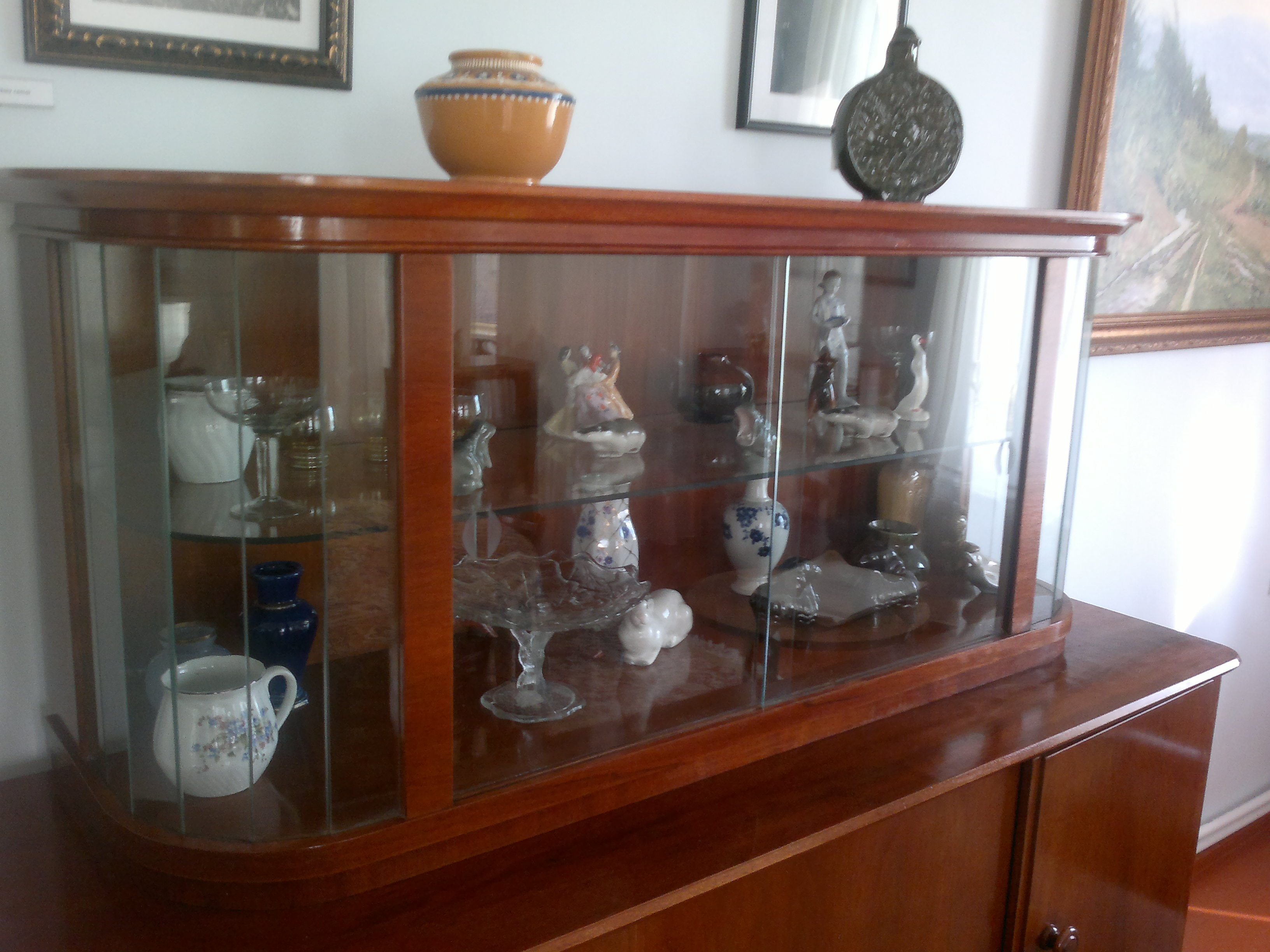
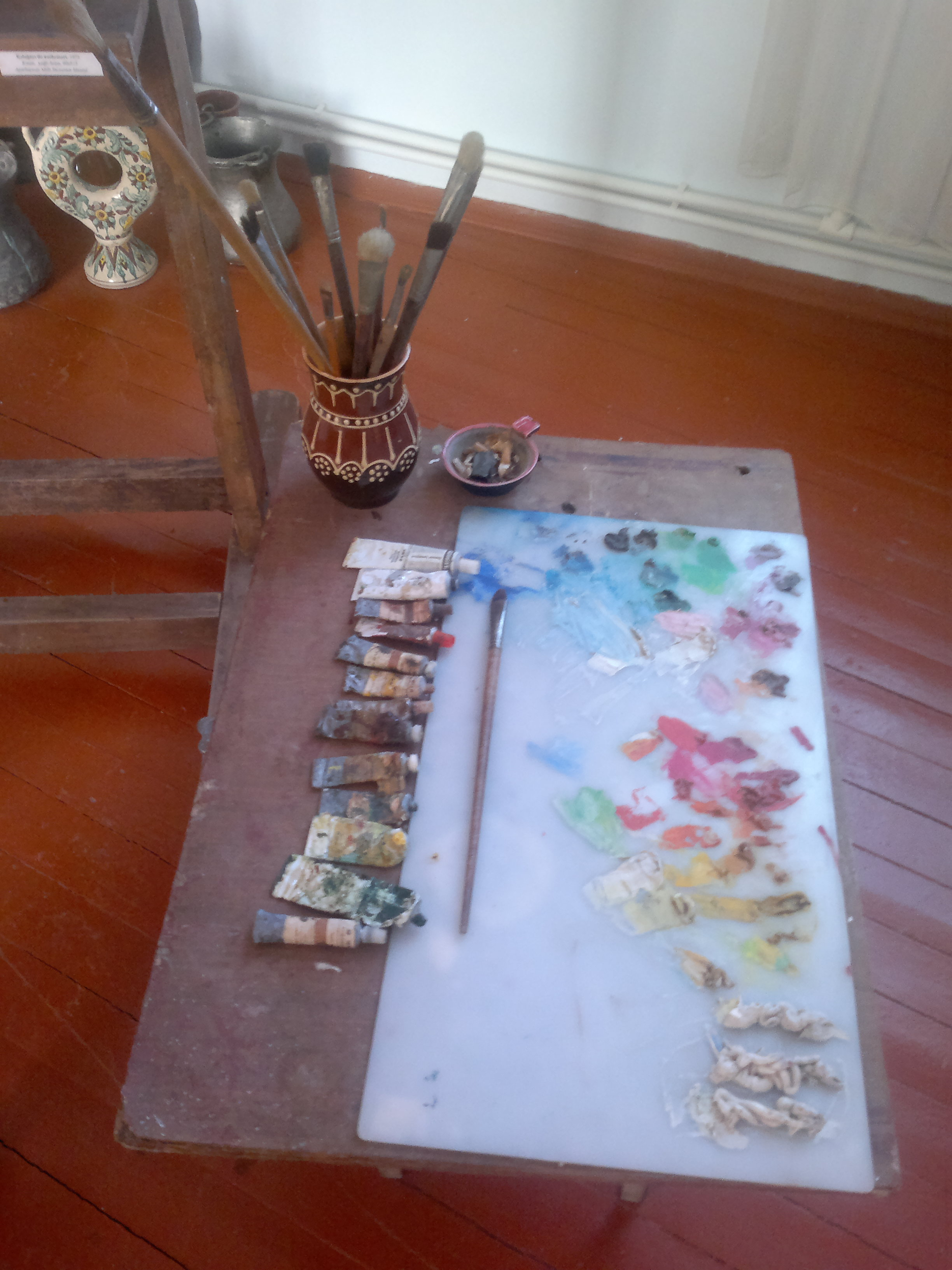